# Oswin
Oswin (auch: Oswine) ist ein männlicher Vorname.

## Herkunft und Bedeutung des Namens
Der Name stammt wahrscheinlich aus dem Althochdeutschen Answin; altsächsisch Oswin; altenglisch Oswine;
germanisch ans = Gott; althochdeutsch wini = Freund;
bedeutet: der Freund Gottes.

## Namenstag
- 20. August

## Bekannte Namensträger
- Oswine († 651), König von Deira, Heiliger
- Oswine († 690), König von Kent
- Oswin Haas (* 1955), deutscher Klavierpädagoge, Pianist und Komponist
- Oswin Hempel (1876–1965), deutscher Architekt und Hochschullehrer
- Oswin Köhler (1911–1996), deutscher Afrikanist
- Oswin Moro (1895–1941), österreichischer Volkskundler
- Oswin Puttrich-Reignard (1906–1942), deutscher Archäologe
- Oswin Schlammadinger (1868–1953), österreichischer Geistlicher und Abt von Admont
- Oswin Veith (* 1961), deutscher Politiker (CDU)
- Oswin, Pseudonym des Berliner Karikaturisten und Illustrators Oswald Meichsner (1921–1985)

## Sonstiges
- OSWIN-Radar, dient zur Untersuchung der Hochatmosphäre